# A Crow Left of the Murder...
A Crow Left of the Murder es el quinto álbum de estudio de la banda californiana Incubus, publicado el 3 de febrero de 2004. Es el primer disco donde sale el nuevo bajista Ben Kenney, quien reemplaza a Dirk Lance.
Los singles de este álbum fueron "Megalomaniac" y "Talk Shows on Mute". "Agoraphobia" y "Sick Sad Little World" fueron también lanzados como singles solo para las emisoras; como consecuencia, solo las canciones "Megalomaniac" y "Talk shows on Mute" tuvieron videos musicales o videoclips.
El álbum debutó en el puesto #2 en los U.S. Billboard 200, vendiendo cerca de 332 000 copias en su primera semana. Desde entonces se han vendido aproximadamente 1,5 millones de copias.

## Lista de canciones
1. "Megalomaniac" - 4:54
2. "A Crow Left of the Murder" – 3:30
3. "Agoraphobia" – 3:52
4. "Talk Shows on Mute" – 3:49
5. "Beware! Criminal" – 3:48
6. "Sick Sad Little World" – 6:23
7. "Pistola" – 4:23
8. "Southern Girl" – 3:41
9. "Priceless" – 4:07
10. "Zee Deveel" – 3:52
11. "Made for TV Movie" – 3:38
12. "Smile Lines" – 3:59
13. "Here in My Room" – 4:20
14. "Leech" – 4:19

Bonus Track (en el Reino Unido):
1. "Monuments and Melodies" - 5:05

## Integrantes
- Brandon Boyd - Vocalista
- Mike Einziger - Guitarrista
- Ben Kenney - Bajista
- Chris Kilmore - DJ
- Jose Pasillas - Baterista

## Etimología
El sustantivo colectivo para "cuervo" ("crow"), en inglés, es "murder" ("asesinato"). Por lo tanto, el título del álbum: "Un Cuervo A La Izquierda De La Bandada", puede interpretarse como una rebelión. La cubierta trasera del álbum muestra un conjunto de cuervos ("murder of crows") con uno de sus miembros volando hacia la izquierda. Esta referencia a la rebelión contra la obediencia de grupo se apega a los temas principales del álbum. Es muy probable que la elección de dirigirse hacia la izquierda venga de los mensajes políticos y liberales del álbum. Un ejemplo de esto lo demuestra el video musical para el sencillo "Megalomaniac", que incluye caricaturas con caras de políticos en forma de protesta, yuxtapuestos con imágenes de Hitler, George W. Bush, Mussolini y Stalin. "A Crow Left of the Murder", puede ser visto entonces como un juego de palabras para señalar a un individuo que se separa del grupo con tendencias hacia la izquierda y que el grupo del cual se separa está asociado con "asesinato".
Otra explicación para el título podría ser un intento por parte de la banda a distanciarse de lo que estaba sucediendo en el mundo de la música en el momento de la publicación de su álbum. Con la popularidad de nu-metal en la era de su "Morning View", género al que Incubus no quiere ser relacionado. Letras como "even straight roads meander" ("aún los caminos rectos dan giros"), apuntan a la capacidad de Incubus de ampliar y evolucionar su dirección musical con cada nuevo álbum.

## Posicionamiento
Álbum
| Año  | Listas             | Ventas  | Posición |
| ---- | ------------------ | ------- | -------- |
| 2004 | Billboard Top 200  | 332 000 | 2        |
| 2004 | UK Official Charts | 298 000 | 6        |

Sencillos
| Año  | Sencillo             | Listas                 | Posición |
| ---- | -------------------- | ---------------------- | -------- |
| 2004 | "Megalomaniac"       | Modern Rock Tracks     | 1        |
| 2004 | "Megalomaniac"       | Mainstream Rock Tracks | 2        |
| 2004 | "Megalomaniac"       | The Billboard Hot 100  | 55       |
| 2004 | "Talk Shows On Mute" | Modern Rock Tracks     | 3        |
| 2004 | "Talk Shows On Mute" | Mainstream Rock Tracks | 18       |

- Datos: Q2321067